# TT357
TT357 (Theban Tomb 357) è la sigla che identifica una delle Tombe dei Nobili ubicate nell'area della cosiddetta Necropoli Tebana, sulla sponda occidentale del Nilo dinanzi alla città di Luxor, in Egitto. Destinata a sepolture di nobili e funzionari connessi alle case regnanti, specie del Nuovo Regno, l'area venne sfruttata, come necropoli, fin dall'Antico Regno e, successivamente, sino al periodo Saitico (con la XXVI dinastia) e Tolemaico.

## Titolare
TT357 era la tomba di:
| Titolare      | Titolo                       | Necropoli      | Dinastia/Periodo | Note |
| ------------- | ---------------------------- | -------------- | ---------------- | ---- |
| Tutihermaktuf | Servo del Luogo della Verità | Deir el-Medina | XIX dinastia     |      |

## Biografia
Unica notizia biografica ricavabile, il nome della moglie Wernuro.

## La tomba
Da un piccolo cortile una breve scala immette in un corridoio che adduce a una camera trasversale che,a sua volta, dà accesso ad una piccola camera longitudinale sullo stesso asse del corridoio iniziale; solo in tale locale sono ravvisabili scene parietali, peraltro molto danneggiate: solo la parte bassa (1 in planimetria) di scene di offertorio e (2) in una doppia scena, un figlio del defunto (di cui non è indicata l'identità), in qualità di prete, in offertorio ai genitori sotto le cui sedie si nascondono un gatto e una scimmia che mangia un fico. Sul fondo della sala (3) una stele su tre registri sovrapposti: Ptah, Thot seduti e una divinità femminile; una vacca sacra che rappresenta la dea Hathor protettrice della montagna tebana; il re Amenhotep I e la regina Ahmose Nefertari, il dio Harsiesi e due dee; in basso il defunto e la moglie inginocchiati. Nella TT356 vennero rinvenuti frammenti di cartonnage ricollegabili al defunto, bende della mummia e uno sgabello appartenuto al defunto.

### Annotazioni
1. ↑  La numerazione dei locali e delle pareti segue quella di Porter e Moss 1927, p. 416.
2. ↑  La prima numerazione delle tombe, dalla numero 1 alla 252, risale al 1913 con l'edizione del "Topographical Catalogue of the Private Tombs of Thebes" di Alan Gardiner e Arthur Weigall. Le tombe erano numerate in ordine di scoperta e non geografico; ugualmente in ordine cronologico di scoperta sono le tombe dalla 253 in poi.
3. ↑  I campi della Duat, ovvero l'aldilà egizio, si trovavano, secondo le credenze, proprio sulla riva occidentale del grande fiume.
4. ↑  Nella sua epoca di utilizzo, l'area era nota come "Quella di fronte al suo Signore" (con riferimento alla riva orientale, dove si trovavano le strutture dei Palazzi di residenza dei re e i templi dei principali dei) o, più semplicemente, "Occidente di Tebe".
5. ↑  le Tombe dei Nobili, benché raggruppate in un'unica area, sono di fatto distribuite su più necropoli distinte.
6. ↑  Le note, sovente di inquadramento topografico della tomba, sono tratte, fino alla TT252, dal "Topographical Catalogue" di Gardiner e Weigall, ed. 1913 e fanno perciò riferimento alla situazione dell'epoca.

### Fonti
1. ↑  Gardiner e Weigall 1913.
2. ↑  Donadoni 1999,  p. 115.
3. 1 2  Porter e Moss 1927, p. 420.
4. ↑  Porter e Moss 1927,  pp. 420-421.